# شون فيلان
شون فيلان (بالإنجليزية: Shawn Michael Phelan)‏ هو موسيقي وممثل أمريكي، ولد في 7 يناير 1975 في الولايات المتحدة، وتوفي في 27 سبتمبر 1998.

## وصلات خارجية
- شون فيلان على موقع IMDb (الإنجليزية)
- شون فيلان على موقع قاعدة بيانات الفيلم (الإنجليزية)